# Kalac (Mošćenička Draga)
Kalac je naselje u Hrvatskoj u sastavu općine Mošćeničke Drage. Nalazi se u Primorsko-goranskoj županiji.

## Zemljopis
Istočno-sjeveroistočno su Mošćenice, sjeveroistočno su Mošćenička Draga, Sveti Petar, Grabrova i Sučići, a jugoistočno su Sveta Jelena, Golovik, Martina, Brseč i Zagore.

## Stanovništvo
| broj stanovnika | 596   | 559   | 370   | 328   | 327   | 292   | 481   | 426   | 178   | 177   | 126   | 92    | 62    | 43    | 39    | 32    | 25    |
|                 | 1857. | 1869. | 1880. | 1890. | 1900. | 1910. | 1921. | 1931. | 1948. | 1953. | 1961. | 1971. | 1981. | 1991. | 2001. | 2011. | 2021. |